# Championnat de Formula Nippon 2011
Navigation
Édition précédente Édition suivante
Le championnat de Formula Nippon 2011 est la 16e saison de la Formula Nippon. Il débute le 15 mai et s'achève le 14 novembre 2011.
Les premières courses ont été déplacées en raison du Séisme de 2011 de la côte Pacifique du Tōhoku mais aucune n'a été annulée.

## Engagés
La liste des pilotes présents durant la saison 2011 se trouve sur le site officiel de la Formula Nippon
| Écurie                       | N° | Pilote                 | Moteur      |
| ---------------------------- | -- | ---------------------- | ----------- |
| Team Impul                   | 1  | João Paulo de Oliveira | Toyota RV8K |
| Team Impul                   | 2  | Kohei Hirate           | Toyota RV8K |
| Kondō Racing                 | 3  | Andrea Caldarelli      | Toyota RV8K |
| Team LeMans                  | 7  | Kazuya Oshima          | Toyota RV8K |
| Kygnus Sunoco Team LeMans    | 8  | Hiroaki Ishiura        | Toyota RV8K |
| Real Racing                  | 10 | Takashi Kobayashi      | Honda HR10E |
| Team Mugen                   | 16 | Naoki Yamamoto         | Honda HR10E |
| SGC by KCMG                  | 18 | Alexandre Imperatori   | Toyota RV8K |
| Nakajima Racing              | 31 | Daisuke Nakajima       | Honda HR10E |
| Nakajima Racing              | 32 | Takashi Kogure         | Honda HR10E |
| Project μ/cerumo・INGING     | 33 | Yuji Kunimoto          | Toyota RV8K |
| Petronas Team TOM'S          | 36 | André Lotterer         | Toyota RV8K |
| Petronas Team TOM'S          | 37 | Kazuki Nakajima        | Toyota RV8K |
| Docomo Team Dandelion Racing | 40 | Takuya Izawa           | Honda HR10E |
| Docomo Team Dandelion Racing | 41 | Koudai Tsukakoshi      | Honda HR10E |
| Le Beausset Motorsports      | 62 | Koki Saga              | Toyota RV8K |

## Règlement sportif
- L'attribution des points s'effectue selon le barème 10,8,6,5,4,3,2,1. L'auteur de la pole inscrit 1 point.
- Tous les résultats comptent.
- Châssis unique Swift FN09.
- Moteurs Honda et Toyota.

## Courses de la saison 2011[3]
| Manche | Circuit           | Date         | Pole Position                                 | Meilleur tour                                 | Pilote vainqueur                              | Écurie vainqueur                              |
| ------ | ----------------- | ------------ | --------------------------------------------- | --------------------------------------------- | --------------------------------------------- | --------------------------------------------- |
| 1      | Circuit de Suzuka | 15 mai       | Naoki Yamamoto                                | Naoki Yamamoto                                | André Lotterer                                | Petronas Team TOM'S                           |
| 2      | Autopolis         | 5 juin       | Koudai Tsukakoshi                             | Kohei Hirate                                  | Kazuki Nakajima                               | Petronas Team TOM'S                           |
| 3      | Fuji Speedway     | 17 juillet   | João Paulo de Oliveira                        | João Paulo de Oliveira                        | André Lotterer                                | Petronas Team TOM'S                           |
| 4      | Twin Ring Motegi  | 7 août       | João Paulo de Oliveira                        | João Paulo de Oliveira                        | João Paulo de Oliveira                        | Team Impul                                    |
| 5      | Circuit de Suzuka | 4 septembre  | Annulée à la suite du Tempête tropicale Talas | Annulée à la suite du Tempête tropicale Talas | Annulée à la suite du Tempête tropicale Talas | Annulée à la suite du Tempête tropicale Talas |
| 6      | Sportsland SUGO   | 25 septembre | Kazuya Oshima                                 | Hiroaki Ishiura                               | André Lotterer                                | Petronas Team TOM'S                           |
| 7      | Twin Ring Motegi  | 5 novembre   | André Lotterer                                | Kazuki Nakajima                               | André Lotterer                                | Petronas Team TOM'S                           |
| 7      | Twin Ring Motegi  | 6 novembre   | André Lotterer                                | André Lotterer                                | André Lotterer                                | Petronas Team TOM'S                           |
| NC     | Fuji Speedway     | 14 novembre  | João Paulo de Oliveira                        | João Paulo de Oliveira                        | João Paulo de Oliveira                        | Team Impul                                    |

## Classement des pilotes
| Classement | Pilote                 | Pays      | Voiture      | Écurie                       | Nombre de points |
| ---------- | ---------------------- | --------- | ------------ | ---------------------------- | ---------------- |
| 1          | André Lotterer         | Allemagne | Swift-Toyota | Petronas Team Tom's          | 56               |
| 2          | Kazuki Nakajima        | Japon     | Swift-Toyota | Petronas Team Tom's          | 42               |
| 3          | João Paulo de Oliveira | Brésil    | Swift-Toyota | Team Impul                   | 28               |
| 4          | Koudai Tsukakoshi      | Japon     | Swift-Honda  | Docomo Team Dandelion Racing | 26.5             |
| 5          | Kazuya Oshima          | Japon     | Swift-Toyota | Team LeMans                  | 19               |
| 6          | Hiroaki Ishiura        | Japon     | Swift-Toyota | Kygnus Sunoco Team LeMans    | 17               |
| 7          | Takashi Kogure         | Japon     | Swift-Honda  | Nakajima Racing              | 16.5             |
| 8          | Kohei Hirate           | Japon     | Swift-Toyota | Team Impul                   | 15               |
| 9          | Takuya Izawa           | Japon     | Swift-Honda  | Docomo Team Dandelion Racing | 11               |
| 10         | Yuji Kunimoto          | Japon     | Swift-Toyota | Project μ/cerumo・INGING     | 6.5              |
| 11         | Naoki Yamamoto         | Japon     | Swift-Honda  | Team Mugen                   | 5                |
| 12         | Alexandre Imperatori   | Suisse    | Swift-Toyota | SCG by KCMG                  | 2.5              |
| 13         | Daisuke Nakajima       | Japon     | Swift-Honda  | Nakajima Racing              | 2                |